# Lars Axelson
Lars Sigurd Gunnar Axelson, född 21 juni 1918 i Göteborgs Annedals församling, död 17 juli 1977 i Harbonäs säteri, Harbo församling i Västmanlands län, var en svensk ingenjör och officer.
Lars Axelson var son till representanten Gunnar Axelson och Willy Nilsson. Efter genomgånget högre realläroverk studerade han vid Staatliche Techn. für Textilindustrie i Tyskland där han tog examen som textilingenjör 1940. Han hade också en militär utbildning i Skövde efter vilken han blev reservofficer vid pansartrupperna 1944 och kapten i reserven 1959. Han kom till MAB & MYA i Malmö 1944, blev vävmästare vid Stockholms Bomullsspinneri- och Väfveri AB 1945, personalintendent vid MAB & MYA i Malmö 1950, produktionsingenjör vid Kilsunds AB i Borås 1954, inköpschef 1958 samt driftsingenjör där 1963. 1966 blev han mobiliseringsofficer vid Fo-staben 47/48 i Uppsala, där han verkade i sju år.
Han hade också olika förtroendeuppdrag, bland annat som ordförande inom Centerpartiet lokalt i Harbo och Heby, vice ordförande i Heby kommuns byggnadsnämnd, ordförande i Harbo jaktvårdsområde samt styrelseledamot i Tämnarens fiskevårdsförening. Han var ledamot av Sveriges textilförbunds utbildningskommitté och höll även kurser.
Lars Axelson gifte sig 1947 med Kerstin Lundberg (född 1922), dotter till uppfinnaren Sven Lundberg och Märtha Edgren. De fick dottern Lena (1948−2012) och sonen Gunnar Axelson (född 1950). Från 1966 var familjen bosatt i hustruns släktgård Harbonäs säteri i Uppland.